# Castell de la Trinitat
El castell de la Trinitat és un edifici situat a l'est del nucli urbà del municipi de Roses (Alt Empordà). Es troba al Golf de Roses, a la punta de la Poncella, sobre el far, a uns 60 metres sobre el nivell del mar. El topònim prové d'una ermita bastida l'any 1508, que fou destruïda, juntament amb una torre de defensa que s'alçava a la zona, quan es construí el castell. L'emperador Carles I va manar construir-lo amb anterioritat a la construcció de la Ciutadella de Roses. Les obres s'iniciaren el 2 de gener de 1544 i s'acabaren a mitjans de 1551. L'autor del projecte fou l'enginyer castellà Luís de Pizaño. És un edifici declarat bé cultural d'interès nacional.

## Descripció
Es poden observar restes del castell, de planta estrellada de quatre puntes, amb els murs atalussats, batejades amb els noms de Roses, de Sant Pere de Rodes, de les Medes i de la Trinitat, segons l'orientació d'aquestes estructures. Al sector nord-oest, cal destacar l'estructura de defensa de la porta d'accés, que forma una altra punta. Aquestes puntes formen unes arestes angulars molt pronunciades, per defensar-se dels projectils enemics, i presenten les cantonades bastides amb carreus treballats i arrodonits, tots ells amb el mateix gruix. Originàriament, el castell estava estructurat en tres plataformes. El primer nivell estava destinat a la guarnició de soldats, amb les latrines, cisternes... A l'altura de la porta d'accés hi havia una plataforma on s'instal·lava l'armament, amb sortida a través d'unes troneres obertes als murs. En aquest mateix nivell s'ubicava la presó i les dependències dels comandaments. A la terrassa superior hi havia l'església i d'altres estances.
A la part nord del recinte es conserva el revellí, amb forma de punta que protegia la porta d'accés, una construcció a la que s'accedeix des de la punta per una escala i un esperó que enllaça els dos elements i que forma una espècie de passadís. Es conserven restes del paviment empedrat original, actualment refet. Per accedir a l'interior del castell hi ha tres portes. La del revellí és la més exterior. La segona porta dona a l'espai obert de la punta i és una obertura d'arc de mig punt bastit amb carreus regulars, amb els brancals restituïts en maó. Finalment, la porta principal, de les mateixes característiques que l'anterior. Tot l'interior del recinte es troba reformat i restituït amb materials com el formigó, el ferro i la fusta.

## Història
La primera documentació gràfica sobre les fortificacions preexistents és un dibuix en tinta datat del 1543 on s'aprecia una vista panoràmica de tota la badia de Roses on apareix el topònim "la Trinitat" sobre un promontori coronat per una torre amb la llegenda "Esta es la torre que se ha de fortificar". Així doncs identifica una torre anterior a les construccions del segle xvi. En canvi, la primera documentació escrita data del 21 de maig de 1543 on es menciona la possibilitat de "aforrar aquella torre de la montanya y hacer en ella un revellín".
No va ser fins a l'any 1544 que es va començar a bastir el Castell per ordre de l'emperador Carles I i portada a terme per l'enginyer Pizaño. Aquest va ser rellevat en funcions per Mecer Benedito, enginyer que participa en l'obra. A finals de 1546, el virrei-marquès d'Aguilar informa a la cort que "el castillo está acabado". Aquesta afirmació feia solament referència al castell, donat que el revellí s'acabà l'any 1551. Així i tot, l'any 1553 es tornà a actuar al cos del castell. La intervenció va ser encomanada al mestre d'obres Juan Conde Borgoñon. Consistí en l'elevació de la primera plataforma i la construcció de voltes al nivell inferior. Aquestes obres es van concloure el mateix any cap a l'estiu. Cal esmentar que es tenen notícies històriques de diferents atacs contra el fortí l'any 1654 a mans d'uns pirates, 1645 contra l'exèrcit del conde Duplesis i el 1794 durant la Gran Guerra vers el francesos.
Posteriorment no és sinó fins al 1724 quan es troba documentació sobre algunes propostes d'obra a mans de l'enginyer Frome. Entre aquestes propostes cal destacar la construcció d'un petit cos de guàrdia avançat "un puente levadisso" de la porta del reducte i un "entablado del sotteraneo" per aprofitar en més mesura l'espai de voltes amb la realització d'un pis superior de fusta, cosa que suposava una millora en la capacitat logística de la fortificació. El fortí va quedar parcialment destruït per les voladures de les tropes napoleòniques el 1814. Aquest va estar en runes fins al 2002 quan se'n va iniciar la rehabilitació d'acord amb un projecte de l'arquitecte d'Olot Miquel Capdevila y Bassols, que menystenia totalment les restes conservades, ja que aquestes només serveixen de base a un nou edifici que poc té a veure amb l'original. En concret, s'han construït els murs amb formigó, contravenint les lleis de patrimoni vigents actualment. El resultat d'aquesta intervenció és que ara la seva fesomia recorda més a un búnquer que no pas a una fortificació renaixentista; alhora que els materials d'enderroc extrets s'han llençat a un abocador. El desembre del 2007 es va retirar la grua que havia acompanyat el perfil del castell aquests anys. L'any 2008 es van paralitzar les obres de rehabilitació per causes desconegudes.